# Инаджол
Инаджол (серб. Инађол) — населенный пункт в общине Србац, который принадлежит энтитету Республике Сербской, Босния и Герцеговина. По результатам югославской переписи населения 1991 года в Инаджоле проживало 785 человек.

## Население
| 1948                           | 1953 | 1961 | 1971 | 1981 | 1991 | - |
| ------------------------------ | ---- | ---- | ---- | ---- | ---- | - |
| 389                            | 340  | 349  | 437  | 614  | 785  | - |
| Гистограмма динамики населения |      |      |      |      |      |   |